# Рухтино
Рухтино (баш. Рухтин) — село в Дуванском районе Башкортостана, административный центр Рухтинского сельсовета.

## Население
| 2002 | 2010 |
| ---- | ---- |
| 639  | ↗676 |

## Географическое положение
Расстояние до:
- районного центра (Месягутово): 8 км,
- ближайшей ж/д станции (Сулея): 67 км.

## Религия
С приходом в село братьев Рухиных был организован молитвенный дом.
В 1882 году начали церковь строить, сначала деревянную, временную. Освящен храм был 17 мая 1885 года в честь Архангела Михаила.
По обветшанию деревянной церкви местные жители в начале 20 века построили новый каменный храм из красного кирпича и побелили его. Это была белокаменная церковь.
Также в начале 20 века свою церковь в Рухтино начала строить и старообрядческая община.
Храм Рождества Христова строился на средства местного купца Обвинцева Василия Абрамовича и был освящен в 1909 году. Он был из кирпича. В народе его так и называли: «красная» церковь.
Во времена Советского союза белокаменная церковь пострадала дважды. Первый раз, когда снимали купола и колокола. Храм закрыли, в нем располагался склад для хранения зерна. Повторно церковь пострадала в конце 60-х годов 20 века. Храм был взорван, а обломки стен столкнули в овраг. Сейчас на месте храма находятся здание администрации и магазин.
«Красную» церковь в честь рождества Христова закрыли в 1933 году. Купола храма были уничтожены. А в здании церкви располагались правление колхоза, зерносклад, клуб, спортзал школы. В последнее время храм использовался как пекарня и коптильня.
2020 год стал особым для Рухтино – началось возрождение храма Рождества Христова.